# HMS Phrontis (FD142)
Le HMS Phrontis (FD142) est un ancien chalutier armé qui servit comme patrouilleur dans la Royal Navy Section belge (RNSB) durant la Seconde Guerre mondiale.

## Histoire
Le Phrontis fut construit en 1911 sur le chantier naval Cochran & Sons Ltd à Selby pour le compte de la compagnie de pêche The Mount Steam Fishing Co. Ltd à Fleetwood.
Il fut réquisitionné une première fois durant la Première Guerre mondiale par la Royal Navy pour servir de dragueur de mines.
Il fut réquisitionné une seconde fois lors de la Seconde Guerre mondiale pour servir de patrouilleur/escorteur. Le HMS Phrontis fut rattaché, d'avril 1941 à juillet 1943, à l'Auxiliary Patrol Vessels à Stornoway en Écosse. D'avril 1941 à juillet 1943, il reçut un équipage belge et fut l'un des premiers navires de la Section belge de la Royal Navy (RNSB).
Les autres patrouilleurs escorteurs de la RNSB étaient les : 
- HMS Raitea (janvier à septembre 1941) ;
- HMS Electra II et HMS Sheldon (avril 1941 à juillet 1943) ;
- HMS Kernot (mars 1941 à janvier 1943, sept. à décembre 1944).